# Château de Bessonies
Le château de Bessonies est un château situé à Bessonies dans le Lot en Midi-Pyrénées (France), dont l'existence est attestée dès 1555.

## Situation
Le château se trouve dans un parc de 2 hectares, à 12 km du lac du Tolerme et à 37 km de la ville de Figeac.

## Histoire
Le château a été construit sur des fondations médiévales. Les deux tours sont du XVe siècle et le logis des XVe, XVIIIe et XIXe siècles. En 1789, son propriétaire Jean Joseph de Bessonies, gouverneur du Roi en la ville de Figeac, condamné à la guillotine, est sauvé par la chute de Robespierre. Son fils, Ambert, épouse la cousine germaine de la femme du maréchal Ney (1769-1815). C'est dans le château de Bessonies que le maréchal Ney se réfugie, et qu'il est arrêté en 1815 avant d'être ramené à Paris pour y être exécuté. 
Le château se visite et a été transformé en chambres d'hôtes.

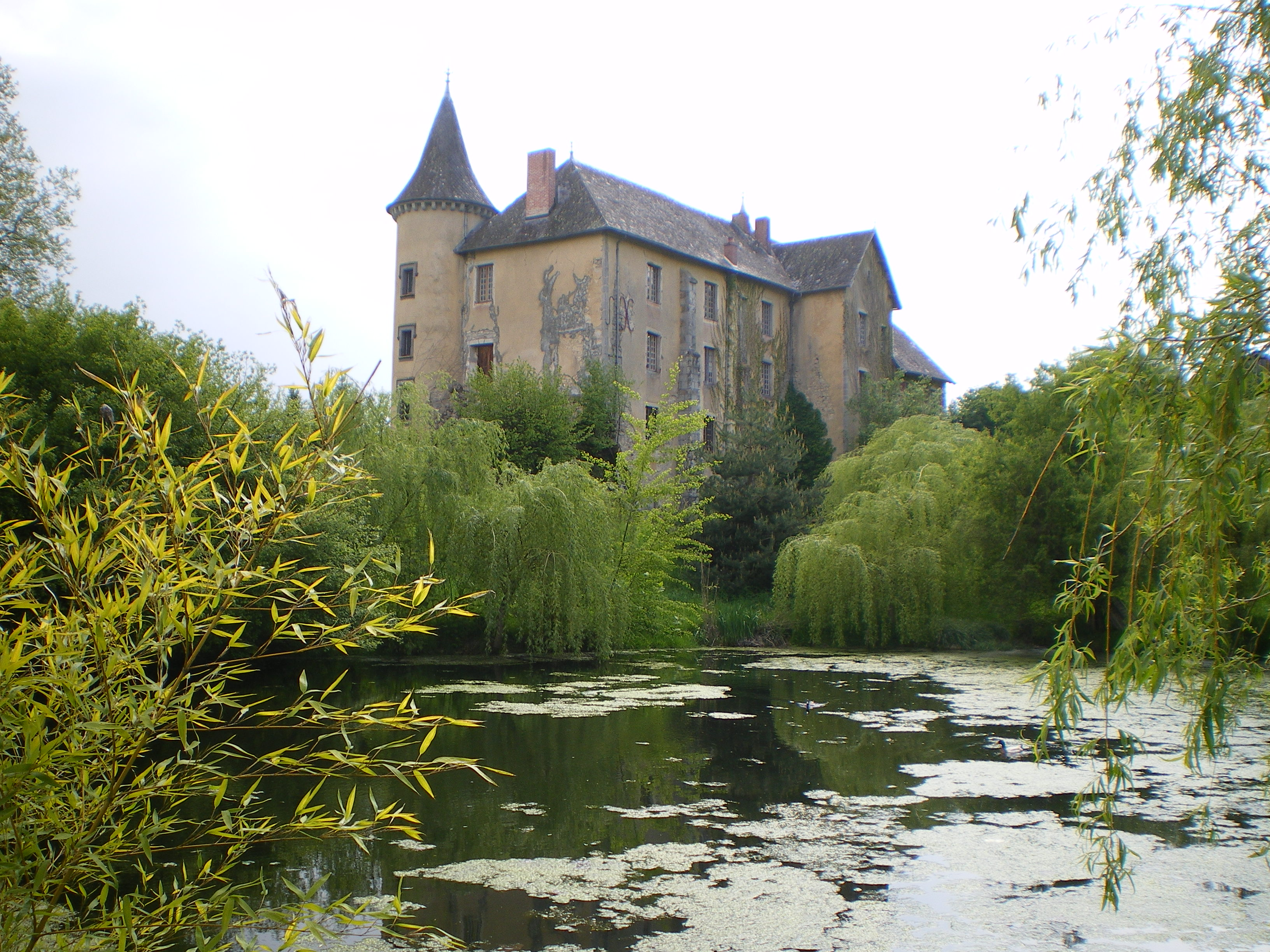